# Schlosskirche St. Martin (Graz)

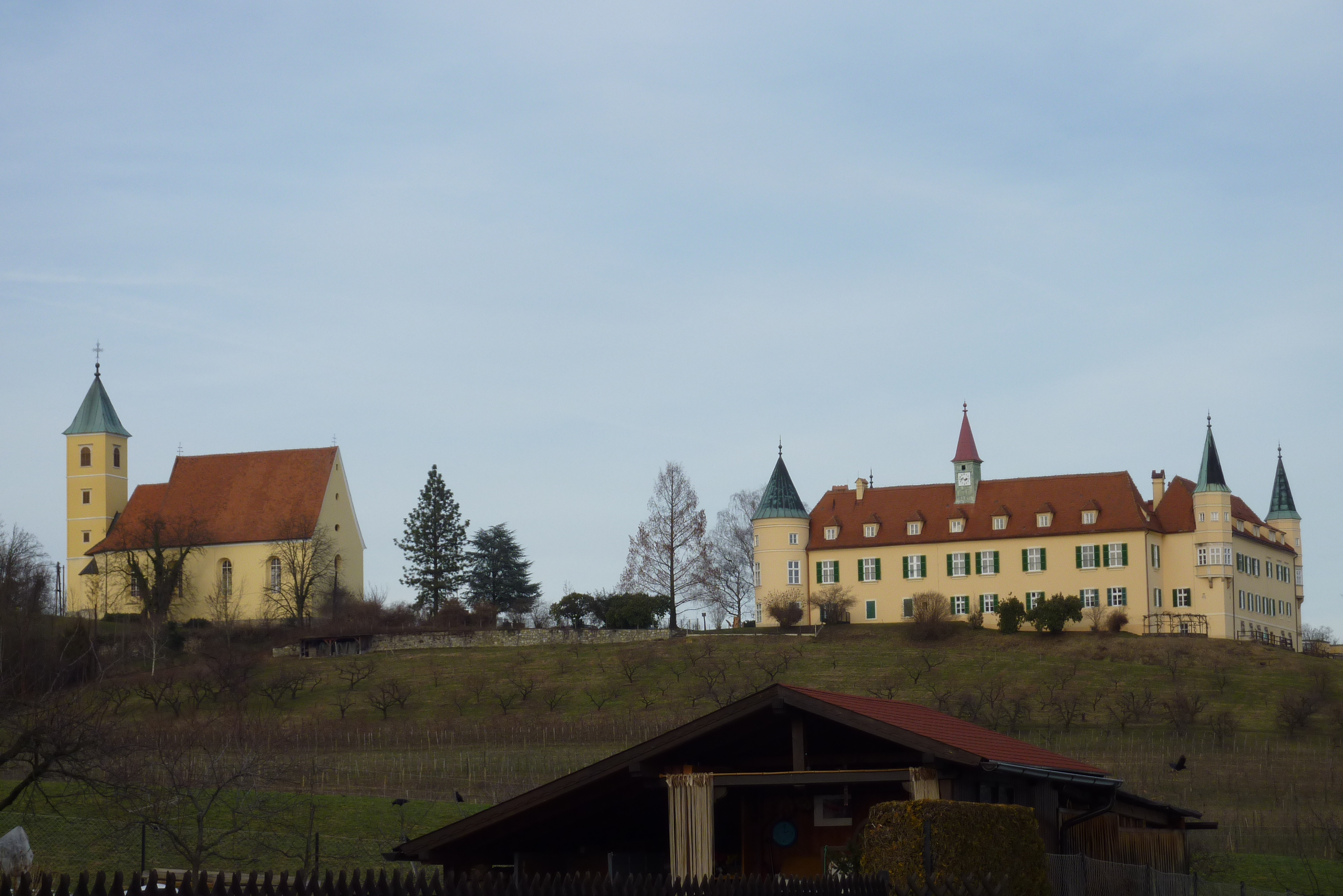
Die Schlosskirche neben dem Schloss St. Martin in Straßgang

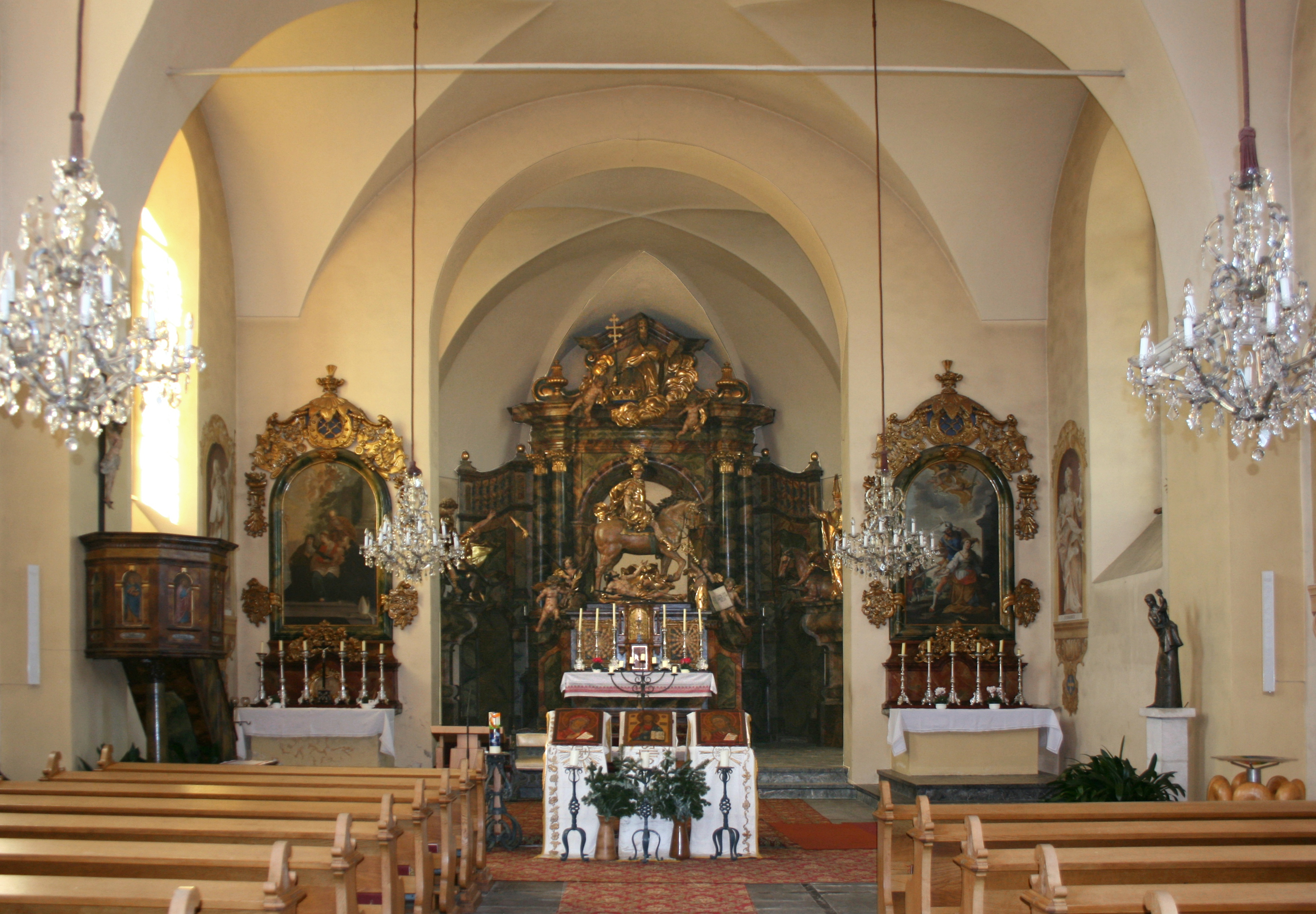
Langhaus, Blick zum Chor

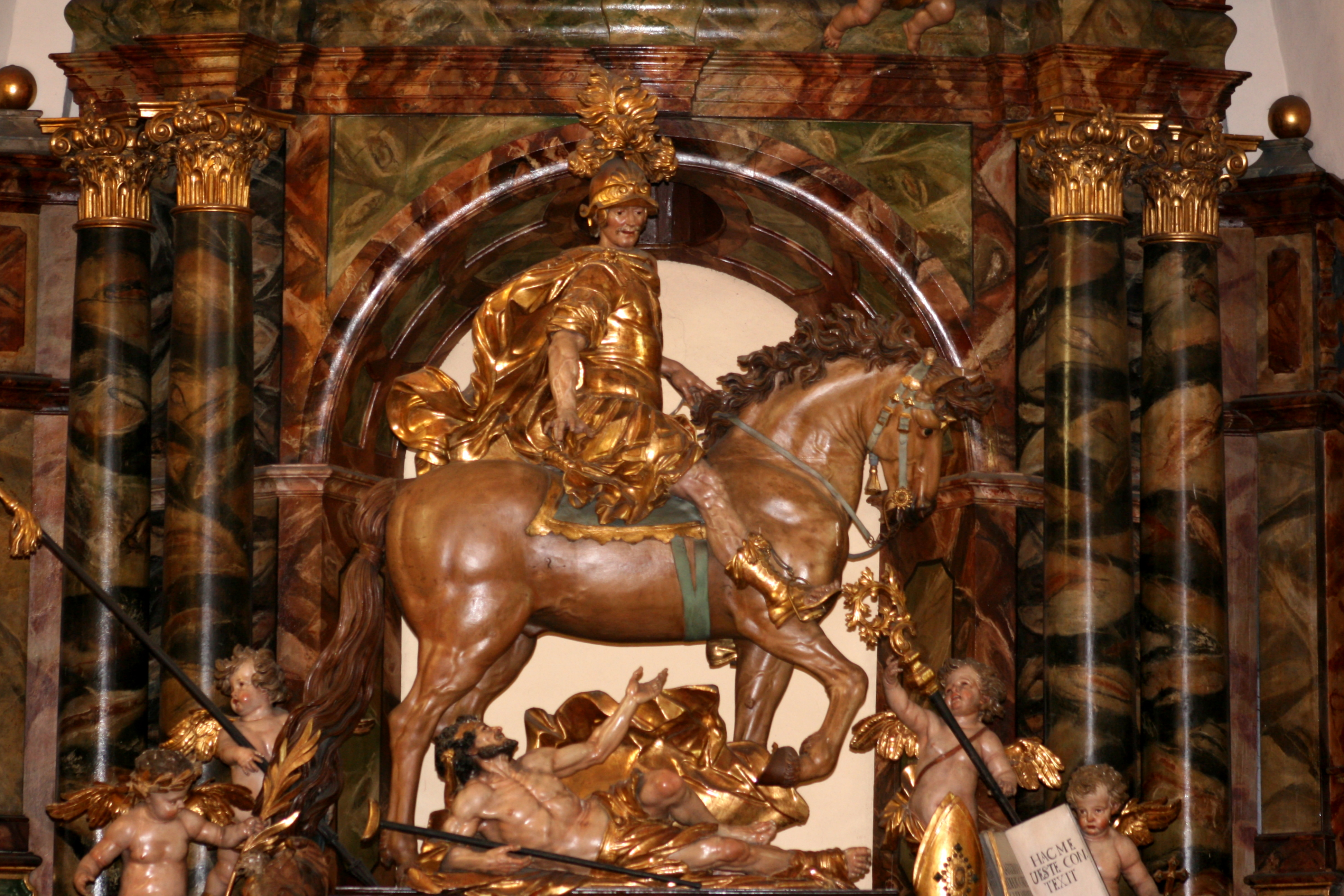
Hochaltar, Hl. Martin zu Pferd

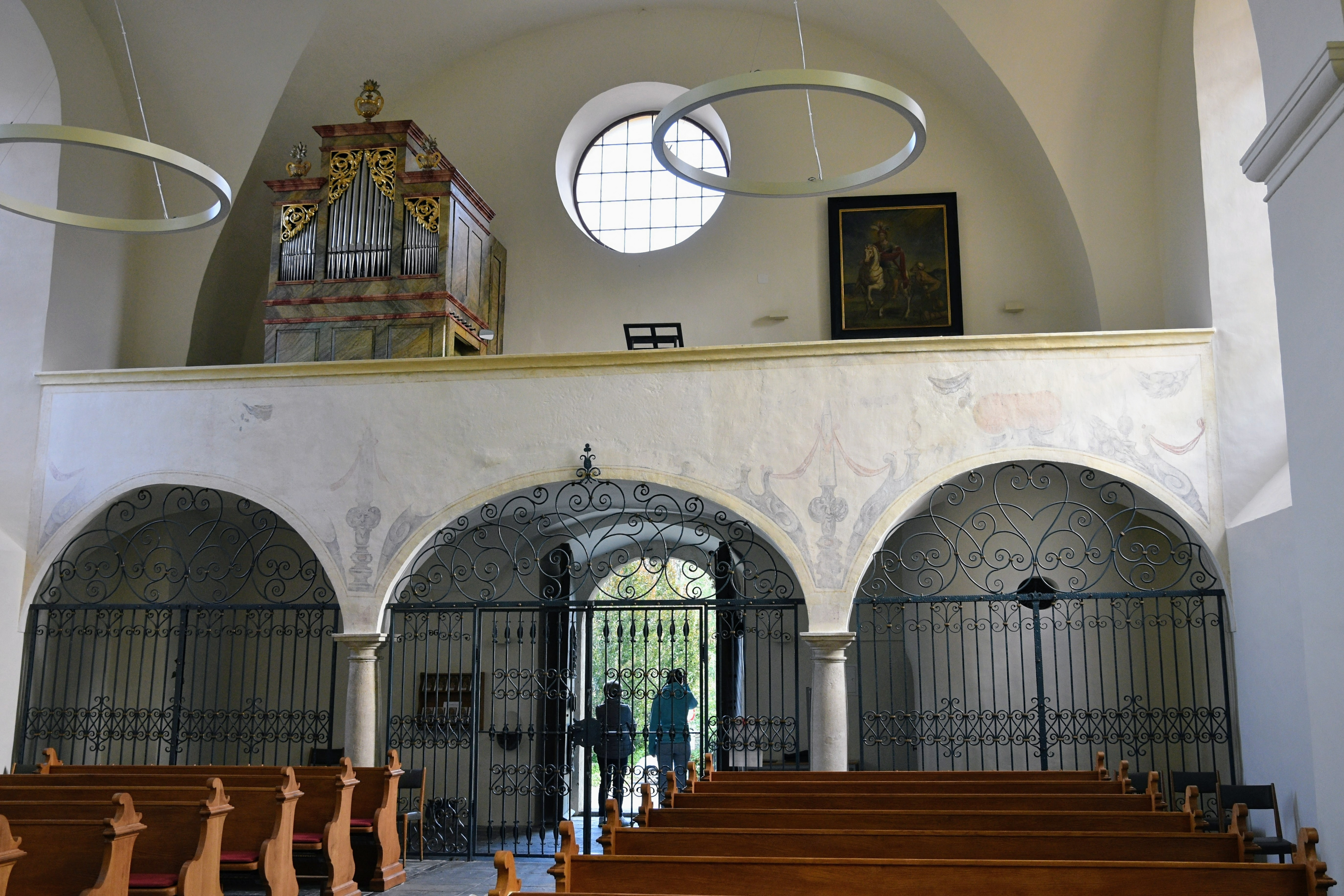
Langhaus, Blick zur Empore

Die römisch-katholische Schlosskirche St. Martin bei Graz steht im XVI. Grazer Stadtbezirk Straßgang in erhöhter Lage neben dem Schloss St. Martin am südöstlichen Ausläufer des Buchkogels. Die dem Patrozinium des heiligen Martin von Tours unterstellte Filialkirche gehört zur Region Graz (Dekanat Graz-West) in der Diözese Graz-Seckau. Die Schlosskirche steht unter Denkmalschutz (Listeneintrag).

## Geschichte
St. Martin ist wahrscheinlich die älteste urkundlich nachweisbare Kirche von Graz. Es wird angenommen, dass es schon im 9. oder 10. Jahrhundert einen ersten Sakralbau gab, die Kirche wird 1055 erstmals genannt.
Kaiser Heinrich III. ächtete 1053 den Aribonen Botho und schenkte die halbe Kirche dem Erzbischof von Salzburg, die Markgräfin Irmgard schenkte bald auch ihre Hälfte nach Salzburg. Als der Erzbischof von Salzburg 1073 Admont gründete, schenkte er eine Hälfte von St. Martin dem Stift, die andere Hälfte ging an den Gartler von Hohenwart, Markgraf von Sounne, der im Verlauf von Kämpfen den Abt von Admont gefangen nahm und sehr hart behandelte. Als Buße schenkte er seine Hälfte der Kirche an das Stift Admont.
Bei der Umgestaltung des Grazer Schlosses im Jahr 1638 wurde dessen Schlosskapelle aufgelassen und 1642 der Bau einer vom Schloss abgesetzten Kirche nach den Plänen des Baumeisters Peter Fasol (Vasol) beschlossen. Diese Kirche wurde 1970 sowohl außen als auch innen restauriert.

## Architektur
Die mittelgroße, nach Nordwesten ausgerichtete Kirche hat ein verhältnismäßig breites Langhaus und einen leicht eingezogenen Chor mit einem gotisierenden Fünfachtelschluss. Vor dem Chor steht der Turm; er hat fünf Geschoße und ein Zeltdach. An der Westseite des Chors befindet sich ein kleines Treppentürmchen. Langhaus und Chor haben Rundbogenfenster. Die Südostfront mit einem Dreieckgiebel hat in der Mittelachse mehrere Oculi, das rundbogige Steinportal mit einem Voluten-Schlussstein schließt mit einem gesprengten Dreieckgiebel ab und zeigt in den Zwickeln die Wappen des Stifts Admont und des Abts Urban I. sowie die Jahresangabe 1642, die Torflügel tragen Bronze-Reliefs der Mariä Verkündigung, der Geburt Christi, des Letzten Abendmahls und der Auferstehung Christi vom Bildhauer Alexander Silveri 1976.
Das Kircheninnere zeigt ein einschiffiges dreijochiges Langhaus unter einem Stichkappentonnengewölbe auf Wandpfeilern. Die halbjochige dreiachsige Empore auf toskanischen Säulen ist kreuzgratunterwölbt. Der rundbogige Triumphbogen zeigt im Gewölbescheitel das stuckierte Wappen des Abtes Anton II. von Meinersberg 1740. Die Langhauswände zeigen in Nischenrahmungen monochromierte Seccomalereien mit Darstellungen der Zwölf Apostel vom Maler Joan Krackner 1742, sie wurden 1842 vom Restaurator Karl Schweitzer renoviert.

## Einrichtung
Der Bildhauer Josef Stammel schuf zwischen 1738 und 1740 den dreiteiligen Hochaltar, die Tischlerarbeiten besorgte Johann Georg Richter. Als eines seiner bedeutendsten Werke erlangt der „Steirische Rossaltar“ Berühmtheit bis über die Landesgrenzen hinweg. Die drei lebensgroßen aus Holz geschnitzten Pferde stellen in der österreichischen kirchlichen Plastik des 18. Jahrhunderts nicht nur eine Besonderheit, sondern auch eine Einmaligkeit dar. Anstatt der üblichen Heiligenfiguren werden mit den Pferdedarstellungen zur Linken Sturz und Bekehrung des hl. Paulus gezeigt, zur Rechten die Heilung des abgeschnittenen Pferdebeins durch den heiligen Eligius. In der Mitte sitzt der heilige Martin hoch zu Ross, unter ihm befindet sich liegend der aus der Mantellegende bekannte Bettler. Die Reitergruppen können auch als drei die Lebensalter gesehen werden: das zusammenbrechende, aber kampfbereite Streitross des Christenverfolgers Saulus (stürmische Jugend), das selbstbewusste, stolze Pferd des heiligen Martin (Erwachsenenalter) und das alte, heruntergekommene Pferd des heiligen Eligius (Greisenalter), (Zuschreibungen von Rochus Kohlbach).
Der ursprüngliche Hochaltar, vermutlich von Michael Zürn 1645/1646, wurde in die Pfarrkirche St. Martin am Grimming übertragen.
Den Volksaltar und eine Bronze-Figur Maria mit Kind schuf der Bildhauer Alexander Silveri 1969.
Die Seitenaltäre an der Triumphbogenwand mit Rundbogenrahmung und reichem Schnitzdekor entstanden um 1740. Der linke Seitenaltar zeigt im Altarblatt die Heilige Familie mit den Heiligen Benedikt und Scholastika um 1740. Der rechte Seitenaltar zeigt im Altarblatt von etwa 1740 die Enthauptung der hl. Barbara.
Eine steinerne Madonna aus 1270, ehemals in einer Außennische der Pfarrkirche Straßgang, wurde als Leihgabe hierher übertragen.
Die Malerei auf der Emporenbrüstung zeigt Mariä Verkündigung und Anbetung der Hirten aus dem dritten Viertel des 18. Jahrhunderts in einer gleichzeitigen Rocaillerahmung. Das Gemälde des Opfers Abrahams aus dem zweiten Viertel des 18. Jahrhunderts wurde Bartolomeo Altomonte zugeschrieben.

## Orgel
Die Schlosskirche beherbergt eine historische Orgel, die 1759 von dem Orgelbauer Caspar Mitterreither erbaut wurde. Das Instrument hat sechs Register auf einem Manualwerk mit kurzer Oktave. Die Disposition lautet:
| Manual CDEFGA–c3 |       |
| Coppel           | 8′    |
| Principal        | 4′    |
| Flöte            | 4′    |
| Octav            | 2′    |
| Quint            | 1 ⁄3′ |
| Mixtur II        | 1′    |